# Prvenstvo Jugoslavije u hokeju na travi 1979.
Jugoslavensko prvenstvo u hokeju na travi za 1979. godinu je osvojila momčad Subotičanka iz Subotice.

## Poredak

### Prvi dio prvenstva
Grupa Zapad
```
1. Jedinstvo Zagreb 
2.  Partizan Zelina
```

Griupa Istok
```
1. Subotičanka Subotica 
2. Elektrovojvodina Subotica
```

### Završnica
```
1. Subotičanka Subotica 
2. Jedinstvo Zagreb
3. Partizan Zelina
4. Elektrovojvodina Subotica 
```